# Atalante (Schiff, 1869)
Die Atalante war eine hölzerne französische Panzerkorvette der Alma-Klasse. Die Korvette wurde sowohl im Deutsch-Französischen Krieg 1870/71 als auch in der Tonkin-Kampagne 1883 eingesetzt. Benannt war sie nach der Heldin Atalante der griechischen Mythologie.

## Geschichte

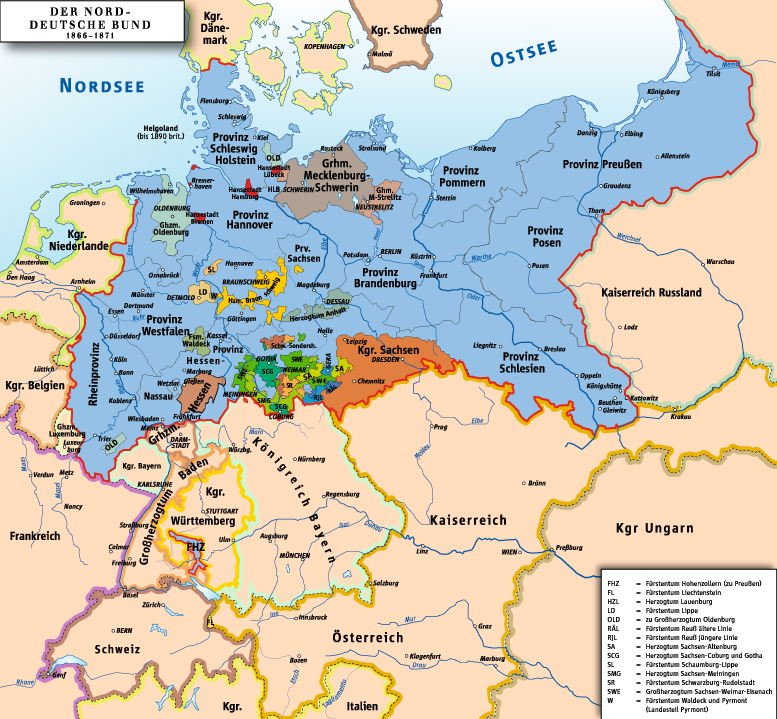
Norddeutscher Bund

Der Entwurf der Atalante stammte von Henri Dupuy de Lôme. Nach der Indienststellung 1869 verblieb die Korvette in der Reserve. Nach Ausbruch des Deutsch-Französischen Krieges diente sie von Ende Juli bis Mitte September 1870 im Nordseegeschwader von Vizeadmiral Martin Fourichon und war an der Blockade der deutschen Nordseehäfen beteiligt.
1872 wurde die Atalante Flaggschiff des Pazifikgeschwaders, 1873 wurde sie in einem Dock in Sydney überholt. 1874 wurde sie erneut in die Reserve überführt, diente aber bereits 1875 Flaggschiff des Chinageschwaders. Von 1878 bis 1882 war sie wieder in Reserve.

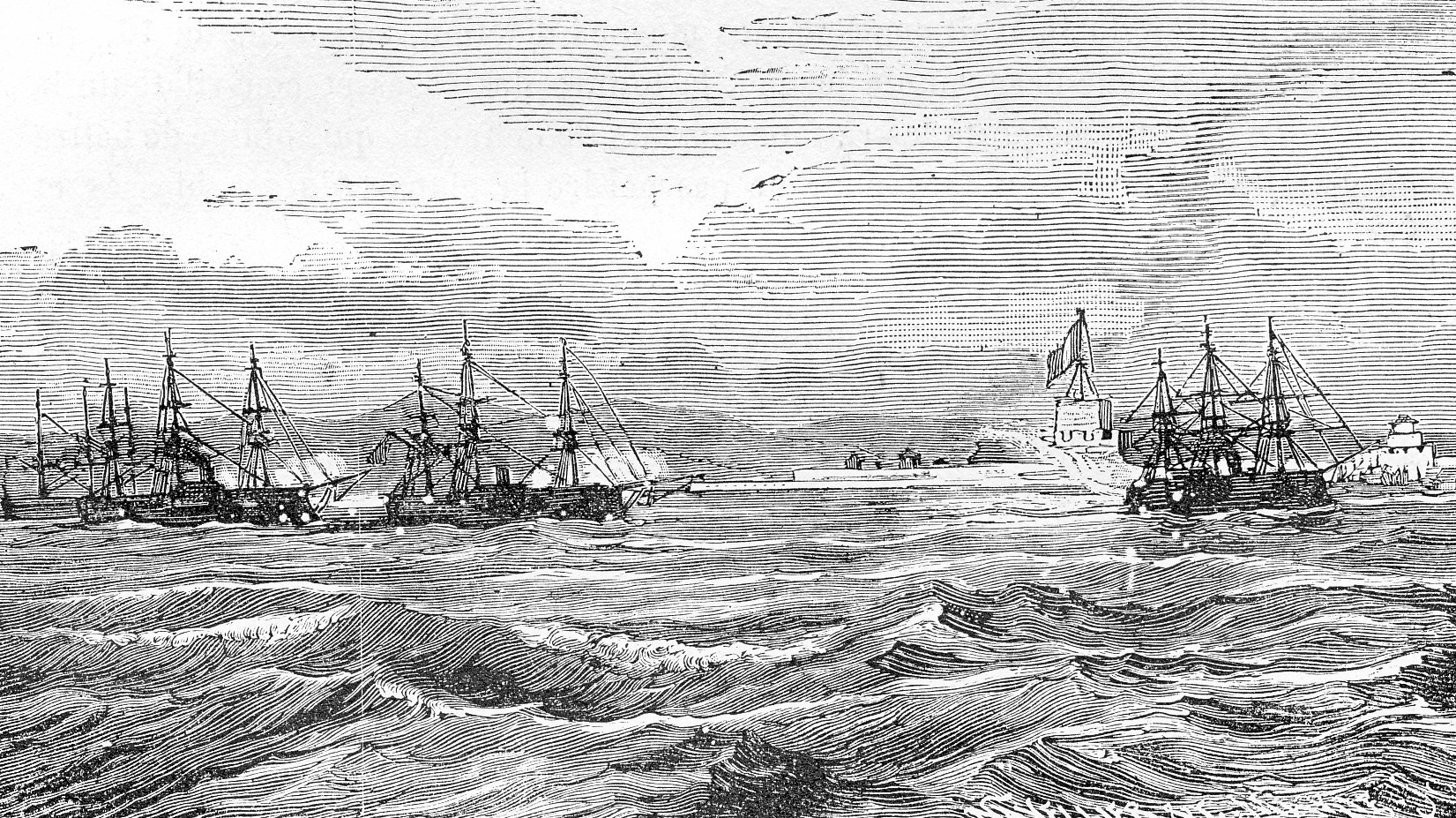
Kriegsschiffe vor dem Fort Thuan An

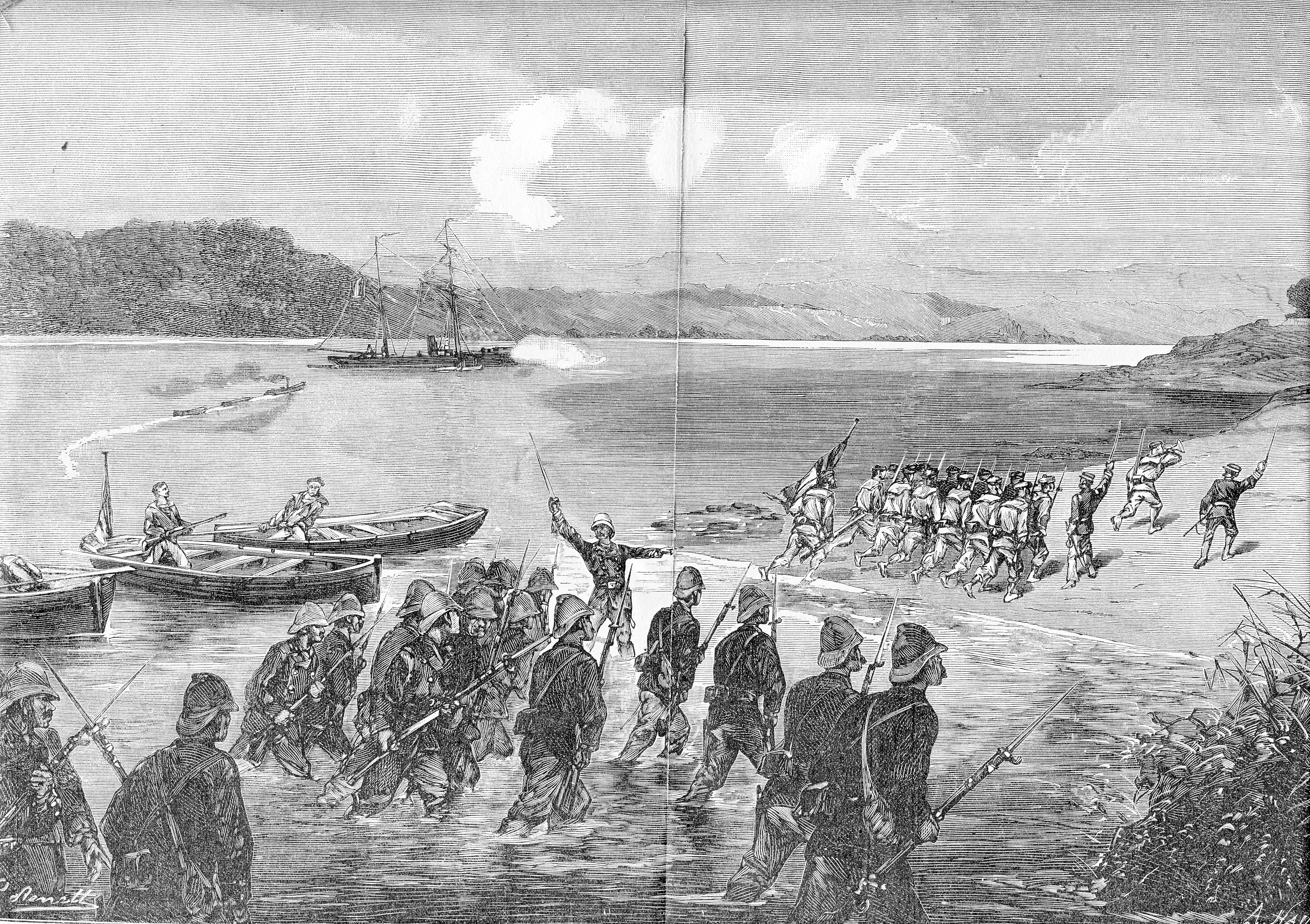
Landung französischer Soldaten

1882 wurde die Korvette Teil der Cochinchinadivision und nahm an der Tonkin-Kampagne teil. Vom 18. bis zum 21. August 1883 war sie während der Schlacht von Thuan An an der Beschießung der Forts beteiligt. Eine Landungsabteilung der Atalante stürmte das Nordfort. Anschließend war das Schiff Teil des Fernostgeschwaders („Escadre d’Extrême-Orient“). Am Chinesisch-Französischen Krieg nahm die Korvette nicht direkt teil. Ab 1885 befand sie sich in Saigon in Reserve und wurde 1887 außer Dienst gestellt. Unklar wann, wurde sie aufgrund ihres schlechten Zustands im Hafen wrack.    

## Schwesterschiffe
Alma, Armide, Jeanne d’Arc, Montcalm, Reine Blanche, Thétis.